# Mike Ireland
Michael (Mike) Ireland (Winnipeg, Manitoba, 3 januari 1974) is een Canadees oud-langebaanschaatser die gespecialiseerd was in de sprintafstanden. Vanaf het seizoen 1994-1995 maakte hij deel uit van het nationale team langebaanschaatsen.
Mike Ireland was jarenlang een suptopper bij internationale schaatswedstrijden tot het seizoen 1999-2000 waarin hij tweede werd op het WK Sprint in Seoel. Datzelfde jaar won hij ook zijn eerste medailles op een WK Afstanden in Nagano. Een jaar later werd Ireland wereldkampioen sprint op de open schaatsbaan van Inzell.
Door een zwaar ongeluk tijdens een training met wielrennen heeft Ireland het gehele seizoen 2004-2005 moeten revalideren. Pas in het seizoen 2005-2006 keerde de Canadees weer terug bij internationale wedstrijden. Bij de Olympische Winterspelen in Turijn liet Ireland zien weer terug te zijn aan de top met een zevende plaats op de 500 meter.
In 2010 nam Ireland afscheid van de internationale schaatssport.

## Records

### Persoonlijke records
| Afstand    | Tijd    | Datum            | Baan    |
| ---------- | ------- | ---------------- | ------- |
| 500 meter  | 34,46   | 27 december 2009 | Calgary |
| 1000 meter | 1.07,99 | 8 december 2001  | Calgary |
| 1500 meter | 1.48,26 | 2 januari 2001   | Calgary |
| 3000 meter | 4.00,80 | 26 oktober 2002  | Calgary |
| 5000 meter | 7.37,83 | 6 december 1992  | Calgary |

### Wereldrecords
| Nr. | Afstand    | Tijd    | Datum        | Baan    |
| --- | ---------- | ------- | ------------ | ------- |
| 1.  | 1000 meter | 1.08,34 | 3 maart 2001 | Calgary |

## Resultaten
| Jaar | WK Sprint | WK Afstanden       | Olympische Spelen |
| ---- | --------- | ------------------ | ----------------- |
| 1994 |           |                    | 26e 500m          |
| 1995 | 31e       |                    |                   |
| 1996 | 14e       | 12e 500m           |                   |
| 1997 | 31e       | 5e 500m            |                   |
| 1998 |           | 6e 500m NF 1000m   |                   |
| 1999 | 7e        | 9e 500m 14e 1000m  |                   |
| 2000 | Zilver    | 500m · 1000m       |                   |
| 2001 | Goud      | 9e 500m            |                   |
| 2002 | Brons     |                    | 6e 500m 14e 1000m |
| 2003 | 9e        | NF2 500m 12e 1000m |                   |
| 2004 | Brons     | 500m · 10e 1000m   |                   |
| 2005 |           |                    |                   |
| 2006 |           |                    | 7e 500m           |
| 2007 | NS2       | 9e 500m            |                   |
| 2008 |           | 8e 500m            |                   |
| 2009 |           |                    |                   |
| 2010 |           |                    | 16e 500m          |

NF# = niet gefinisht op de #afstand, NS# = niet gestart op #afstand 

### Medaillespiegel
| Kampioenschap | Goud | Zilver | Brons |
| ------------- | ---- | ------ | ----- |
| WK Sprint     | 1    | 1      | 2     |
| WK Afstanden  | 0    | 1      | 2     |